# Катодолюмінесценція
Катодолюмінесце́нція — різновид люмінесценції, світіння, спричинене електронами, які отримують великі швидкості під дією електричного поля.

## Природа явища
При збудженні електронним пучком під напругою 102-105 В відбувається іонізація часток речовини, яка піддається бомбардуванню електронним потоком. Кожен електрон, який несе велику енергію, може іонізувати сотні і тисячі часток речовини. При цьому втрата енергії електронів на іонізацію досить значна, і проникнення їх в конденсовані середовища обмежується лише поверхневим шаром товщиною в десяті частки мікрона або кілька мікронів, в якому і виникає дуже яскраве світіння. Світіння виникає при рекомбінації електронів і йонів з утворенням молекул у збуджених електронних станах. Перехід зі збуджених станів у основний стан при цьому відбувається з випромінюванням кванта світла.
Завантажити комп'ютерну модель для вивчення явища можна за цим посиланням https://web.archive.org/web/20080615185900/http://sp.bdpu.org/software/PhET/fluorescent-lights
У газорозрядній трубці (див. Тліючий розряд) найяскравіше світяться ті області, де енергія електронів надто мала для іонізації, але достатня для збудження молекул, і області, де напруженість електричного поля падає, іонізація припиняється, натомість відбувається інтенсивна рекомбінація.

## Використання
Електронне збудження використовується для збудження порошків, тонких плівок, поверхневих шарів монокристалів, а також газів у газорозрядних трубках. Але воно непридатне для збудження розчинів, внутрішніх областей кристалів і скла.